# Gyllenhjelmska skolan
Gyllenhielmska skolan är en skolbyggnad invid Sundby kyrka i Eskilstuna kommun. Nuvarande skolbyggnad är troligen uppförd 1808, men arvtagare till den skola som inrättades genom en donation av Carl Carlsson Gyllenhielm 1629.
I testamentet föreskrev Gyllenhielm att tiondet från hans gårdar Ribbingelund och Sundbyholm skulle anslås till skolans drift, och 1631 invigdes skolan. Var den första skolverksamheten bedrevs är inte säkert, men troligen drevs då undervisningen i klockarbostaden vid kyrkan. En ny lärarbostad uppfördes under läraren Engelsdahls tid, någon gång 1656-1666, en bit norr om kyrkan. Åtminstone från 1666, det år då de äldsta syneprotokollen är bevarade Skolhuset bestod av en parstuga i en våning med källare under. 1750 såldes en del av skolans inventarier på auktion för att användas till ny- och ombyggnad av skolhuset. 1752 uppfördes ett nytt skolhus med "stufwa och 2ne kammare". Då Olof Alin 1754 tillträdde som lärare var dock den nya skolan ännu inte inredd. Under Olof Alins tid uppfördes flera nya hus. Han uppförde 1761–1762 ett nytt bostadshus åt sig själv, så att byggnaden helt kunde användas som skola, och senare även ett brygghus och en källare. Denna källare finns ännu bevarad. Olof Alin lät även täcka sin nya byggnad med taktegel, något ganska ovanligt på den här tiden.
1808 uppfördes ett nytt skolhus, och det gamla såldes senare till skolans lärare. Skolhuset byggdes om på 1870-talet då bland annat taket höjdes. Under 1870-talet uppfördes även en ny småskolebyggnad i samband med att man lät skilja småskola och folkskola åt. Huset byggdes om på 1930-talet, och gjordes senare om till privatbostad. I samband med det revs småskollärarinnans bostadsdel. Skolverksamheten i byggnaderna upphörde 1987.